# Pojedy
Pojedy (deutsch Pojed) ist ein Ortsteil der Gemeinde Žitovlice in Tschechien. Er liegt 13 Kilometer nordöstlich von Nymburk und gehört zum Okres Nymburk.

## Geographie
Pojedy befindet sich in der Talmulde des Baches Pojedský potok auf der Böhmischen Tafel. Westlich erhebt sich die Holoviska (247 m), im Südwesten der Chotuc (253 m) und im Süden der Kuncberk (214 m).
Nachbarorte sind Doubravany im Norden, Žitovlice und Zámostí im Nordosten, Podlužany im Osten, Nové Zámky, Sádka und Mutínsko im Südosten, Křinec im Süden, Bošín und Sovenice im Südwesten, Mcely im Westen sowie Seletice im Nordwesten.

## Geschichte
Die erste schriftliche Erwähnung von Pojedy erfolgte im Jahre 1323.
Die Bewohner lebten von der Landwirtschaft. Seit dem 19. Jahrhundert arbeitete ein Teil in der Zuckerfabrik Rožďalovice. Nach der Aufhebung der Patrimonialherrschaften bildete Pojed ab 1850 einen Ortsteil der Gemeinde Žitovlice und ab 1898 eine eigene Gemeinde im Bezirk Jičín. 1961 erfolgte die Eingemeindung nach Žitovlice, zugleich kam das Dorf zum Okres Nymburk. Pojedy ist heute ein Erholungsort. Der Dorfplatz ist seit 1995 ein dörfliches Denkmalschutzgebiet. 1991 hatte der Ort 52 Einwohner. Im Jahre 2001 bestand das Dorf aus 43 Wohnhäusern, in denen 38 Menschen lebten.

## Sehenswürdigkeiten
- quadratischer Dorfplatz mit hölzernen Chaluppen und einer mittig gelegene Dorfschmiede aus dem Ende des 18. Jahrhunderts
- Skanzen Pojedy, das bäuerliche Anwesen aus der ersten Hälfte des 19. Jahrhunderts wurde 1902 nach einem Brand wiederaufgebaut.
- Dorfglocke und steinernes Kruzifix
- Burgruine Kuncberg (Kunstberg), auf der gleichnamigen Kuppe. Die Burg wurde nach 1450 von Jan Křinecký von Ronov als Landesbefestigungsanlage erbaut. Teile der Ruine wurden 1659 zum Bau des Schlosses abgebrochen, 1891 erfolgte der Abriss großer Teile des verbliebenen Gemäuers
- Naturreservat Chotuc
- Kirche der hl. Dreifaltigkeit auf dem Chotuc; die erste Kirche auf dem Chotuc wurde an Stelle einer heidnischen Kultstätte errichtet. Der heutige Bau stammt aus dem Jahre 1357 und wurde im 19. Jahrhundert barock umgestaltet